# 김종석 (1955년)
김종석(金鍾奭, 1955년 8월 1일 ~ )은 대한민국의 제20대 국회의원이다. 제8·9·10대 국회의원 김세배의 아들이다. 정계 입문 이전에는 미국 다트머스대학교 교수, 한국경제연구원장, 홍익대학교 교수, 경영대학장, 규제개혁위원회 위원, 한국개발연구원 연구위원, 바른사회시민회의 공동대표 등을 역임하였다. 김경환 서강대학교 교수와 함께 <맨큐의 경제학>의 번역자로도 알려져 있으며, 자유한국당의 경제통 의원들 중 한 명으로 꼽힌다.

## 학력
- 경기고등학교
- 서울대학교 경제학과 경제학 학사
- 프린스턴 대학교 대학원 경제학 석사
- 프린스턴 대학교 대학원 경제학 박사

## 경력
- 1974년 3월 ~ 1975년 2월 : 서울대학교 교양과정부 학생회장
- 1984년 9월 ~ 1987년 12월 : 미국 다트머스대학교 교수
- 1988년 1월 ~ 1991년 8월 : 한국개발연구원 연구위원
- 1991년 8월 ~ 2016년 6월 : 홍익대학교 경영대학 교수
- 1992년 ~ 1997년: 경제정의실천시민연합 정책연구위원
- 1993년 3월 ~ 1997년 4월 : 경제기획원 경제행정규제완화 실무위원
- 1993년 3월 ~ 1997년 12월 : 정부투자기관 경영평가단 위원
- 1993년 3월 ~ 2000년 8월 : 한국공기업학회 이사
- 1993년 ~ 1997년 : 교통부 항공정책심의 위원
- 1995년 ~ 1997년 : 홍익대학교 대외협력부 부장
- 1995년 ~ 1997년 : 케냐공화국 정부 자문관
- 1995년 3월 ~ 1998년 4월 : 규제연구회 회장
- 1997년 4월 ~ 1998년 3월 : 공정거래위원회 경제규제개혁위원회 위원
- 1998년 7월 ~ 2000년 6월 : 공정거래위원회 정책평가위원회 민간위원장
- 2000년 2월 ~ 2002년 8월 : 기획예산처 기금운영평가단 평가위원
- 2000년 5월 ~ 2000년 8월 : 규제개혁위원회 위원
- 2000년 ~ 2003년: 한국전력공사 비상임이사
- 2002년: 대한교통학회 상임이사
- 2003년: 한국경제학회 이사
- 2003년 3월 ~ 2004년 5월 : 서울특별시 규제개혁위원
- 2003년: 경기도 도시계획위원회 위원
- 2004년 3월 ~ 2006년 3월 : 규제개혁위원회 위원
- 2004년 4월 ~ 2005년: 제2대 한국규제학회 회장
- 2004년 7월 ~ 2006년 6월 : 정보통신부 정보통신정책심의위원회 위원
- 2006년 8월 ~ 2009년 7월 : 외교통상부 통산교섭자문위원회 위원
- 2007년 4월 ~ 2009년 5월 : 한국경제연구원 원장
- 2007년 12월 ~ 2009년 12월 : 법무부 법무자문위원회 위원
- 2008년 8월 ~ 2012년 7월 : 지식경제부 경제자유구역위원회 위원
- 2008년 10월 ~ 2011년 9월 : 국무총리실 경제인문사회연구원 이사
- 2008년 10월 ~ 2011년 9월 : 경제인문사회연구회 이사
- 2010년 1월 ~ 2013년 1월 : 미국 프린스턴대학교 한국동문회 회장
- 2010년 3월 ~ 2015년 : 바른사회시민회의 공동대표
- 2011년 11월 ~ 2013년 1월 : 제3기 국민경제자문회의 위원
- 2013년 8월 ~ 2015년 6월 : 홍익대학교 경영대학 학장
- 2014년 2월 ~ 2015년 6월 : 한반도선진화재단 이사
- 2014년 : 규제개혁위원회 경제분과위원장
- 2015년 6월 ~ 2016년 9월: 새누리당 여의도연구원 원장
- 2016년 5월 ~ 2020년 5월 : 제20대 자유한국당 국회의원 (비례대표)
- 2016년 6월 ~ 2018년 5월: 제20대 국회 전반기 정무위원회 위원
- 2016년 7월 ~ 2017년 6월: 제20대 국회 남북관계개선특별위원회 위원
- 2016년 9월: 제20대 국회 정무위원회 조선해운산업 구조조정 연석청문소위원회 위원
- 2017년 4월: 제19대 대통령선거 자유한국당 홍준표 후보 중앙선거대책위원회 경제산업 제1본부장
- 2017년 5월 ~ 2018년 6월: 자유한국당 인사청문특별대책위원회 경제분야 간사
- 2017년 5월 ~ 2018년 5월: 제20대 국회 예산결산특별위원회 위원
- 2017년 7월: 제2차 자유한국당 전당대회 선거관리위원회 위원
- 2017년 8월 ~ 2018년 6월: 자유한국당 당대표 경제특별보좌역
- 2017년 8월 ~ 2018년 12월: 자유한국당 경제정책위원장 겸 정책위원회 부의장
- 2017년 11월 ~ 2018년 5월: 제20대 국회 4차 산업혁명 특별위원회 위원
- 2017년 12월 ~ 2018년 2월: 자유한국당 지방선거기획위원회 위원
- 2018년 1월 ~ 2018년 5월: 자유한국당 제2기 혁신위원회 위원
- 2018년 2월 ~ 2018년 5월: 자유한국당 지방선거총괄기획단 지방선거기획본부 공약소위 위원
- 2018년 3월 ~ 2018년 6월: 자유한국당 6.13 지방선거 공약개발단 경제정책혁신단 단장
- 2018년 5월 ~ 2018년 6월: 자유한국당 6.13 지방선거 일자리! 설자리! 살자리! 중앙선거대책위원회 공동위원장(경제분야)
- 2018년 7월 ~ 2020년 5월: 제20대 국회 후반기 정무위원회 간사
- 2018년 7월 ~ 2019년 2월 : 자유한국당 혁신비상대책위원회 위원
- 2018년 8월 ~ 2019년 2월 : 자유한국당 비상대책위원회 가치와 재표 재정립소위원회 위원
- 2018년 10월 ~ 2019년 6월 : 제20대 국회 후반기 윤리특별위원회 위원
- 2018년 12월 ~ 2019년 2월 : 자유한국당 당헌당규개정위원회 위원
- 2019년 3월 ~ 2019년 5월 : 文정권 경제실정백서특별위원회 부위원장
- 2019년 : 자유한국당 소상공인살리기 경제특별위원회 부위원장
- 2019년 6월 ~ 2019년 9월 : 자유한국당 2020 경제대전환 위원회 부위원장 겸 간사
- 2019년 6월 ~ 2019년 9월 : 자유한국당 2020 경제대전환 위원회 활기찬 시장경제 분과위원
- 2019년 6월 ~ 2019년 9월 : 자유한국당 2020 경제대전환 위원회 자유로운 노동시장 분과위원
- 2019년 6월 ~ 2019년 9월 : 자유한국당 2020 경제대전환 위원회 총괄·비전 2020 위원
- 2019년 6월 : 자유한국당 신정치혁신특별위원회 위원
- 2019년 7월 : 자유한국당 노동개혁특별위원회 부위원장
- 2019년 12월 : 자유한국당 인재영입위원회 위원
- 2020년 1월 ~ 2020년 2월 : 자유한국당 2020 총선 공약개발단 중앙당 민생정책 공약개발단 공동단장
- 2020년 8월 ~ 2020년 9월 : 미래통합당 코로나19 대책특별위원회 위원
- 2020년 9월 : 국민의힘 코로나19 대책특별위원회 위원
- 2020년 12월 ~ 2021년 3월 : 국민의힘 4.7 재보궐선거 공약개발단 기획조정단 자문위원
- 2021년 1월 ~ 2021년 3월 : 국민의힘 4.7 재보궐선거 서울시장 나경원 예비후보 캠프 정책·공약파트 총괄
- 이승만 건국대통령 기념사업회 이사
- 2021년 8월 ~ 2021년 9월: 국민의힘 최재형 제20대 대통령 선거 예비후보 열린캠프 정책본부 경제정책총괄
- 2021년 12월 ~ 2022년 1월: 국민의힘 살리는 선거대책위원회 중앙선대위 산하 위원회 경제사회위원회 부위원장
- 한국뉴욕주립대학교 경영학과 석좌교수
- 2022년 8월 ~ 2024년 5월: 대통령 직속 규제개혁위원회 민간위원장
- 2025년 3월 ~	국회미래연구원 이사

## 논란

### 세비반납 공약 파기 논란
지난 2016년 4월13일 치러진 국회의원 선거에 출마한 현 김종석 의원등 당시 새누리당 소속 후보자 40명은 국민을 상대로 조건부 세비 반납 약속을 했다.
이들은 갑을개혁, 일자리규제개혁, 청년독립, 4050자유학기제, 마더센터 등 대한민국을 위한 5대 개혁과제를 2017년 5월 31일까지 이행하지 못하면 1년치 세비를 국가에 기부 형태로 반납하겠다고 공언하였으며 .계약서를 작성하고“우리는 ‘대한민국과의 계약’에 서약합니다”라며 “서명일로부터 1년 후인 2017년 5월31일에도 5대 개혁과제가 이행되지 않을 경우, 새누리당 국회의원으로서 1년치 세비를 국가에 기부 형태로 반납할 것임을 엄숙히 서약합니다”라고 썼다. 거기다가 신문에 전면광고를 내고 이 광고를 1년간 보관해달라고 하였다. 이 약속에 이름을 올린 당시 후보는 40명이다. 이들 중 당선자는 27명(강석호, 강효상, 김광림, 김명연, 김무성, 김성태, 김순례, 김정재, 김종석, 박명재, 백승주, 오신환, 원유철, 유의동, 이만희, 이완영, 이우현, 이종명, 이철우, 장석춘, 정유섭, 조훈현, 정준길, 지상욱, 최경환, 최교일, 홍철호)에 달한다.
그러나 국정농단 사태가 벌어지면서 5대과제의 이행은 하나도 되지 않았다. 공약 후 1년이 다되어 세비반납 공약이 논란이 되자 자유한국당 의원들은 이날 보도자료를 통해 "20대 총선에서 당선된 자유한국당 의원은 지난 1년간 5대 개혁과제 법안을 발의함으로써 계약 내용을 이행했다”고 말하였다.
그런데 이중 노동개혁을 위한 고용정책기본법 개정안은 마감 시한인 31일 전날 오전 발의됐되었으며 이들이 앞서 발의한 5개 법안은 이행이 된것이 하나도 없이 모두 해당 상임위에 계류 중인 상태다. 이를 두고 '법안 통과가 되지 않았는데 개혁 과제를 이행했다고 볼 수 있는가', 또 '세비 반납을 피하기 위해 졸속 발의한 것 아닌가' 등의 비판이 일고 있으며 약속했던 세비 반납의 조건이 '과제 이행' 여부였다는 점에서 법안 발의만으로는 약속을 이행했다고 할 수 있는지에 대해서는 논란이 되고 있다.

### 초성 욕설 논란
국회 본회의 출석과 전기안전법 폐지를 문자로 요구한 시민에게 ㅁㅊㅅㄲ(미친새끼)라는 초성 욕설로 된 답장을 보내 논란이 되었다.

## 역대 선거 결과
| 실시년도 | 선거   | 대수 | 직책     | 선거구   | 정당     | 득표수       | 득표율          | 순위          | 당락 | 비고 |
| -------- | ------ | ---- | -------- | -------- | -------- | ------------ | --------------- | ------------- | ---- | ---- |
| 2016년   | 총선   | 20대 | 국회의원 | 비례대표 | 새누리당 | 7,960,272 표 | \| \| 33.50% \| | 비례대표 10번 |      | 초선 |
|          | 33.50% |      |          |          |          |              |                 |               |      |      |